# Bogát (hadvezér)
Bogát 10. századi magyar hadvezér volt, Liudprand szerint a 921–922-es itáliai hadjárat egyik vezetője Busak néven, Makkai László szerint ezután ő lett az első erdélyi gyula. Neve eredetét Kristó Gyula a szlávból magyarázza („gazdag”).

## Adatok életéről
921–922-ben I. Berengár itáliai király hívására magyar csapatok vettek részt az itáliai belháborúkban. 899-900 után ez volt a második legnagyobb itáliai hadjárat. Liudprand szerint egyes itáliai grófok (Adalbert őrgróf, Odelrik palotagróf, Gislebert gróf és mások) II. Rudolf burgund királyt akarták meghívni az itáliai trónra, ellenük kért segítséget Berengár. A magyarok Dursak (Tarhacsi) és Bogát vezetésével Verona mellett rohanták meg Berengár gyanútlan ellenfeleit, Odelriket megölték, Adalbertet és Gislebertet pedig elfogták. A magyarok ezután Dél-Itália felé vették útjukat, 922. február 4-én már a bizánci fennhatóság alatti Apuliánál voltak.
Anonymus tévesen nevezi Bulcsú apjának.

## Erdélyi gyula
Anonymus művében erősen keverte a honfoglalás kori személyneveket és méltóságneveket (gyula, harka). Helynévi adatok részletes elemzéséből valószínűsíthető, hogy az első gyula Erdélyben az a Bogát fejedelem (Bugat rex) volt, aki Liudprand Antapodosisa szerint 921-ben I. Berengár itáliai királyt „Dursac rex” (valószínűleg Árpád fia Tarkacsu) kíséretében magyar sereggel segítette meg. Ebben az esetben, Anonymus adatait is szétszálazva, az a öröklési rend alakul ki, miszerint az erdélyi gyulák őse Tétény harka volt, fia Bogát harka, akit a gyula méltóságra emeltek, amikor 921 körül a Kárpát-medence nyugati részéről Erdélybe költözött, és az ő fia volt Zombor gyula, a Zsombor nemzetség őse.